# Exhibition 2
Pour plus de détails, voir Fiche technique et Distribution.
Exhibition 2 est un film français, réalisé par Jean-François Davy, sorti à Paris le 12 juillet 1978.

## Synopsis
Après Exhibition premier du nom, célèbre documentaire consacré à l'actrice porno Claudine Beccarie, Jean-François Davy dresse dans Exhibition 2 le portrait sans concession de Sylvia Bourdon, comédienne, adepte du sadomasochisme, personnage extrême, provocateur et dérangeant.
On y voit notamment Bourdon punir ses soumis, parmi lesquels Jan Wilton, discuter de ses convictions sur la sexualité et enfin déféquer sur la table après avoir mangé.

## Fiche technique
- Titre : Exhibition 2
- Réalisation : Jean-François Davy
- Scénario : Jean-François Davy
- Montage : Claude Cohen
- Musique : Peter Dreames
- Photographie : Roger Fellous
- Pays d’origine :  France
- Producteur : Jean-François Davy
- Production : Contrechamp
- Distribution : Contrechamp
- Langues : français
- Format : couleur — 35 mm — son monophonique
- Genre : érotique
- Durée : 66 minutes
- Date de sortie :  12 juillet 1978

## Distribution
- Sylvia Bourdon : Elle-même
- Jean-François Davy : Lui-même
- André Bercoff : Lui-même
- Jocelyne Clairis : Elle-même
- Jack Gatteau : Lui-même
- François Jouffa : Lui-même
- Benjamin Simon : Lui-même
- Jan Wilton : Lui-même
- Nadia Vasil : Elle-même
- Renate Wolfe : Elle-même

## Censure
Le 11 octobre 1976, le film se vit refuser un visa d'exploitation et fut frappé d'interdiction d'exploitation totale par le ministère de la culture en raison des divers actes de sadisme qui y étaient représentés, comme le dit la Commission de contrôle dans son avis rendu le 5 octobre,:
Le film proposé n'a même pas l'excuse d'être une enquête, une révélation ou un "message", si contestables soient-ils . C'est une suite d'actes dégradants où la scatologie, le sadisme (réellement présenté, semble-t-il), l'apologie de la bestialité dépassent de très loin la pornographie. Le spectacle peut constituer une incitation extrêmement dangereuse.
Après remontage et coupes, le film est soumis une seconde fois à la Commission en septembre 1977. À la suite de ce nouvel examen, la Commission recommanda le même mois le maintien de l'interdiction, décision qui fut prise en en novembre. À la suite de nouvelles coupes, l'interdiction totale fut levée le 20 mars 1978, sous réserve d'une interdiction aux mineurs de 18 ans.
En plus de l'interdiction d'exploitation, Exhibition 2 fut également le dernier film à se voir refuser un visa d'exportation.